# GABRR2
Receptor gama-aminobutirne kiseline, podjedinica ro-2 je protein koji je kod ljudi kodiran GABRR2 genom.
GABA je jedan od glavnih inhibitornih neurotransmitera u mozgu sisara, gde deluje deluje na GABA receptorima, koji su ligandom kontrolisani hloridni kanali. GABRR2 je član ro potfamilije.

## Literatura
- Hackam AS, Wang TL, Guggino WB, Cutting GR (1997). „The N-terminal domain of human GABA receptor rho1 subunits contains signals for homooligomeric and heterooligomeric interaction.”. J. Biol. Chem. 272 (21): 13750—7. PMID 9153229. doi:10.1074/jbc.272.21.13750.
- Kusama T, Hatama K, Sakurai M,  . (1999). „Consensus phosphorylation sites of human GABA(c)/GABArho receptors are not critical for inhibition by protein kinase C activation.”. Neurosci. Lett. 255 (1): 17—20. PMID 9839716. doi:10.1016/S0304-3940(98)00696-X.
- Bailey ME, Albrecht BE, Johnson KJ, Darlison MG (1999). „Genetic linkage and radiation hybrid mapping of the three human GABA(C) receptor rho subunit genes: GABRR1, GABRR2 and GABRR3.”. Biochim. Biophys. Acta. 1447 (2–3): 307—12. PMID 10542332. doi:10.1016/S0167-4781(99)00167-0.
- Billups D, Hanley JG, Orme M,  . (2001). „GABAC receptor sensitivity is modulated by interaction with MAP1B”. J. Neurosci. 20 (23): 8643—50. PMID 11102469.
- Sedelnikova A, Weiss DS (2002). „Phosphorylation of the recombinant rho1 GABA receptor”. Int. J. Dev. Neurosci. 20 (3–5): 237—46. PMID 12175859. doi:10.1016/S0736-5748(02)00037-0.
- Croci C, Brändstatter JH, Enz R (2003). „ZIP3, a new splice variant of the PKC-zeta-interacting protein family, binds to GABAC receptors, PKC-zeta, and Kv beta 2”. J. Biol. Chem. 278 (8): 6128—35. PMID 12431995. doi:10.1074/jbc.M205162200.
- Strausberg RL, Feingold EA, Grouse LH,  . (2003). „Generation and initial analysis of more than 15,000 full-length human and mouse cDNA sequences”. Proc. Natl. Acad. Sci. U.S.A. 99 (26): 16899—903. PMC 139241 . PMID 12477932. doi:10.1073/pnas.242603899.
- Gamel-Didelon K, Kunz L, Fohr KJ,  . (2003). „Molecular and physiological evidence for functional gamma-aminobutyric acid (GABA)-C receptors in growth hormone-secreting cells”. J. Biol. Chem. 278 (22): 20192—5. PMID 12660236. doi:10.1074/jbc.M301729200.
- Mungall AJ, Palmer SA, Sims SK,  . (2003). „The DNA sequence and analysis of human chromosome 6”. Nature. 425 (6960): 805—11. PMID 14574404. doi:10.1038/nature02055.
- Gerhard DS, Wagner L, Feingold EA,  . (2004). „The Status, Quality, and Expansion of the NIH Full-Length cDNA Project: The Mammalian Gene Collection (MGC)”. Genome Res. 14 (10B): 2121—7. PMC 528928 . PMID 15489334. doi:10.1101/gr.2596504.

## Spoljašnje veze
- GABRR2+protein,+human на 